# Алькуб'єрре
Алькуб'єрре (ісп. Alcubierre) — муніципалітет в Іспанії, у складі автономної спільноти Арагон, у провінції Уеска. Населення — 440 осіб (2009).
Муніципалітет розташований на відстані близько 310 км на північний схід від Мадрида, 37 км на південь від Уески.

## Демографія
Динаміка населення (INE ):